# Монастырь Георгия Эпаносифи
Монастырь Святого Георгия Эпаноси́фи (греч. Μονή Αγίου Γεωργίου Επανωσήφη) — один из крупнейших православных мужских монастырей на острове Крит, в Греции. Расположен в местечке Метаксохори, в 31 км от города Ираклион.
Престольные праздники — 23 апреля и 3 ноября.

## История
Согласно письменным свидетельствам, монастырь был основан монахом Паисием из монастыря Апезанон в конце венецианской эпохи, в 1614 году.
В 1821 году, в период греческой революции, турками было убито 18 монахов, а монастырский комплекс оказался заброшенным. Трижды его разрушали и потом восстанавливали заново.
Народное почитание монастыря связано с чудесным изведением источника, появившегося по молитвам к святому Георгию Победоносцу во время сильнейшей засухи. В главном соборе монастыря находится частица мощей святого Георгия Победоносца, а также частицы мощей ещё 21 святого.
В монастырском музее сохраняются драгоценные реликвии, резные кресты, серебряная чаша 1842 года, рукописи XVIII века с иллюстрациями, предметы быта, облачения, евангелия, икона святого Георгия.
При монастыре действует духовное училище.